# Алексіс Мануель Фрутос Вескен
Алексіс Мануель Фрутос Вескен (ісп. Alexis Frutos Vaesken) (17 жовтня 1934 — 18 березня 1996) — парагвайський юрист і дипломат, міністр закордонних справ Парагваю (1990—1993).

## Життєпис
Народився 17 жовтня 1934 року в сім'ї Хуана Мануеля Фрутоса Пейн та Ани Ваескена. У 1966 році закінчив факультет права та соціальних наук Національного університету Асунсьйона. Доктор юридичних наук.
Викладав правові дисципліни в Національному університеті в Асунсьоні.
Під час діяльності уряду генерала Андреса Родрігеса він обіймав посаду міністра закордонних справ Парагваю (з 26 липня 1990 по 13 серпня 1993 рр.)